# Frontera entre Rússia i Letònia
La frontera entre Rússia i Letònia és la frontera internacional entre la República de Letònia (membre de la Unió Europea) i la Federació russa (membre de la Comunitat d'Estats Independents). La longitud de la frontera és de 322 km. La zona de seguretat fronterera de Russia està restringida per l'accés a la frontera del costat rus. Per visitar aquesta zona, cal un permís emès pel departament local del FSB (les úniques excepcions són punts de trànsit de fronteres internacionals).

Fronteres dels estats bàltics amb els territoris cedits per Letònia a Rússia

## Història
La regió de Pskov i Letònia han tingut lligams històrics des de la fundació de la República de Pskov al segle xiii. De 1925 a 1945, el comtat d'Abrene era part de la República de Letònia. El 16 de gener de 1945, la zona va ser transferida de la República Socialista Soviètica de Letònia a l'óblast de Pskov i es va canviar el nom pel de districte de Pytalovski. Des que Letònia va recuperar la independència ha reclamat el territori letó anterior, sobre la base del tractat de Riga de 1920. El 2007 es va signar i ratificar un tractat sobre la frontera estatal de Rússia i Letònia i el districte de Pytalovski va romandre com a part de Rússia.

## Informació general
El pas de la frontera estatal entre la Federació de Rússia i la República de Letònia es determina sobre la base dels acords. Segons l'acord sobre la frontera estatal rus-letó, la frontera estatal entre Letònia i Rússia comença a partir del trifini de Letònia, Rússia i Belarús, i acaba amb el trifini de Letònia, Rússia i Estònia.
Letònia limita amb una óblast de Rússia, l'óblast de Pskov. Rússia limita amb set municipis de Letònia.

## Passos fronterers
El pas de la frontera només es permet als controls de frontera. La majoria de la gent necessita una visat en un o ambdós costats de la frontera. Enumerades des del nord:
- carretera P42 vora Pededze
- carretera P35 vora Viļaka (Vientuļi)
- ferrocarril Rēzekne - Pskov (Ferrocarril Sant Petersburg – Varsòvia) vora Kārsava
- carretera E262 / A13 / A116 vora Kārsava i Grebņeva
- carretera P50 vora Kārsava i Goliševa[8]
- ferrocarril Rēzekne - Velikiye Luki (Ferrocarril Moscou – Riga) vora Zilupe
- carretera E22 / A12 / M9 vora Zilupe i Terehova

Els passos frontereres també es poden fer per viatges aeris. L'únic aeroport internacional de Letònia és l'Aeroport Internacional de Riga que té vols programats entre altres llocs a Moscou i Sant Petersburg. Els aeroports del Daugavpils, Liepāja, Jūrmala-Tukuma i Ventspils també es registren com a punts de pas fronterers.